# 마크 더윈
마크 더윈(Mark Derwin, 1960년 10월 28일 ~ )은 미국의 배우이다.

## 출연 작품
- 에베레스트 (2015)
- 미국 십대의 비밀생활 시즌5 (2012)
- 미국 십대의 비밀생활 시즌4 (2011)
- 미국 십대의 비밀생활 시즌3 (2010)
- 미국 십대의 비밀생활 시즌2 (2009)
- 미국 십대의 비밀생활 시즌1 (2008)
- 로라 스마일 (2006)
- 억셉티드 (2006)
- 내가 그녀를 만났을 때 1 (2005)
- 더티 디즈 (2005)
- CSI 라스베가스 시즌5 (2004)
- CSI 라스베가스 시즌1 (2000)
- 더 영 앤 더 레스트리스 (1973)
- 원 라이프 투 리브 (1968)
- 우리 생애 나날들 (1965)